# أندرياس أوبيرت (عسكري)
أندرياس أوبيرت (بالنرويجية البوكمول: Andreas Aubert)‏ هو عسكري نرويجي، ولد في 3 أغسطس 1910 في أوسلو في النرويج، وتوفي بنفس المكان في 11 مايو 1956.